# Jixiangornis
Jixiangornis es un género de aviales primitivo del Cretácico inferior. Como los aviales posteriores, no tenía dientes, pero si una cola larga, a diferencia de los pájaros modernos. Dado que los dientes todavía estaban presentes en algunos aviales de cola corta más avanzados, Jixiangornis parece haber evolucionado hacia su falta de dientes de manera independiente a las aves modernas. La longitud de la extremidad anterior (un 131% de la longitud de la extremidad posterior) indica al menos cierta habilidad aérea. En la actualidad, Jixiangornis es descrito a partir de un único espécimen, un esqueleto completo pero juvenil. El fósil fue encontrado en la formación Yixian cerca de la ciudad de Beipiao, al oeste de Liaoning, en China.

## Clasificación
La única especie conocida, J. orientalis ("ave oriental de la Formación Yixian"), fue descrita en noviembre de 2002, considerando a Jixiangornis capaz de sostener un vuelo más fuerte que Archaeopteryx o Jeholornis. Su árbol filogenético muestra Jixiangornis formando un clado (llamadoEuavialaepor los autores) con otras aves modernas pero que excluye Archaeopteryx y Jeholornis (= Shenzhouraptor).
Zhou Zong-He y Zhang Fu-Cheng presentaron una visión alternativa en 2006. Clasificaron tanto Jixiangornis como  Shenzhouraptor como sinónimos más modernos de Jeholornis prima, indicando que Jixiangornis no puede ser más avanzado que "Shenzhouraptor". Este enfoque, sin embargo, fue problemático dadas las numerosas diferencias entre estos géneros, y un análisis filogenético realizado en 2014 encontró que en realidad puede estar más estrechamente relacionado con las aves de cola corta (Pygostylia) que con Jeholornis, como se pensó originalmente.
Estudios posteriores conducidos por Hartman (2019), Cau (2020) y Wang (2020) indicaron que Jixiangornis habría sido un miembro de la familia Jeholornithidae pero no un sinónimo de Jeholornis.